# Nos maris
Pour plus de détails, voir Fiche technique et Distribution.
Nos maris (titre original : I nostri mariti) est un film italien sorti en 1966. Il comporte trois épisodes distincts : le premier, Le mari de Roberta, dirigé par Luigi Filippo D'Amico ; le second, Le mari de Olga, dirigé par Luigi Zampa ; le troisième, Le mari d' Attilia ou dans les siècles fidèles, dirigé par Dino Risi.

## Le mari de Roberta

### Synopsis
L'action se déroule à Orvieto. Au cours d'une représentation théâtrale, Giovanni Lo Verso tombe amoureux de Roberta qui joue sur scène le rôle d'un soldat. Giovanni arrive à la conquérir et l'épouse l'année suivante. Le temps passe sans que les époux aient pu consommer le mariage. Roberta découvrant son penchant masculin décide de se faire opérer pour devenir un vrai soldat. Néanmoins, son mari Giovanni reste amoureux même après le changement de sexe et tente de l'embrasser en public déchaînant la colère de la foule qui veut le lyncher.

### Distribution
- Alberto Sordi (Giovanni)
- Nicoletta Machiavelli, Roberta
- Elena Nicolai (it), mère de Roberta
- Alessandro Cutolo (it), le prêtre confesseur de Giovanni
- Claudio Gora, chirurgien qui opère Roberta

## Le mari de Olga

### Synopsis
Ottavio Pelagatta, employé auprès de la curie de Bergame, découvre que Olga est l'héritière d'une vieille tante et qu'elle héritera d'une grosse fortune. De ce fait il l'épouse rapidement. Malheureusement à la mort de la tante ils constatent que le testament comporte une condition à l'héritage, celle d'avoir un fils. Ottavio, sous pression, ne réussit plus à avoir des rapports avec son épouse et Olga devra courtiser l'avocat Manzi afin que celui-ci la mette enceinte.

### Distribution
- Jean-Claude Brialy, Ottavio
- Michèle Mercier, Olga
- Akim Tamiroff, Cesare, père de Olga
- Tecla Scarano, Bice, tante de Olga
- Lando Buzzanca, collègue d' Ottavio)
- Corrado Olmi, prélat

## Le mari d'Attilia

### Synopsis

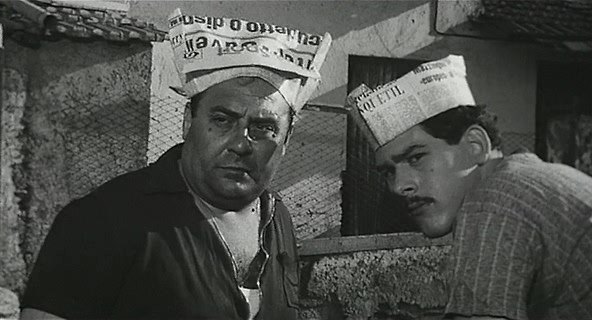
(à gauche) dans une scène du film.

L'action se déroule à Rome. Le mari d'Attilia coupable de vol et agressions est en fuite et recherché par les carabiniers qui mettent en œuvre un stratagème afin de le capturer. Le caporal chef « bourreau des cœurs », sous le déguisement de maçon fait la cour à Attilia attisant la jalousie du mari qui se manifeste afin de punir son épouse et l'amant. Capturé, le mari finit en prison tandis que Attilia se console dans les bras de Umberto.

### Distribution
- Ugo Tognazzi, Umberto
- Liana Orfei, Attilia
- Alfredo Marchetti, le maréchal des carabiniers
- Mario Frera (it), carabinier supérieur hierarchique d'Umberto
- Tano Cimarosa, ami et voisin du mari d'Attilia
- Giulio Rinaldi, Tantumergo, mari d'Attilia
- Aldo Canti

## Fiche technique
- Titre : Nos maris
- Titre original : I nostri mariti
- Musique : Armando Trovajoli et Piero Piccioni
- Photographie : Carlo Carlini (segment Le Mari de Roberta)
- Production : Gianni Hecht Lucari
- Pays :  Italie
- Genre : comédie
- Durée : 105 minutes